# Lynnsha
 (septembre 2024).
La mise en forme du texte ne suit pas les recommandations de Wikipédia : il faut le « wikifier ».
Les points d'amélioration suivants sont les cas les plus fréquents. Le détail des points à revoir est peut-être précisé sur la page de discussion.
- Les titres sont pré-formatés par le logiciel. Ils ne sont ni en capitales, ni en gras.
- Le texte ne doit pas être écrit en capitales (les noms de famille non plus), ni en gras, ni en italique, ni en « petit »…
- Le gras n'est utilisé que pour surligner le titre de l'article dans l'introduction, une seule fois.
- L'italique est rarement utilisé : mots en langue étrangère, titres d'œuvres, noms de bateaux, etc.
- Les citations ne sont pas en italique mais en corps de texte normal. Elles sont entourées par des guillemets français : « et ».
- Les listes à puces sont à éviter, des paragraphes rédigés étant largement préférés. Les tableaux sont à réserver à la présentation de données structurées (résultats, etc.).
- Les appels de note de bas de page (petits chiffres en exposant, introduits par l'outil «  Source ») sont à placer entre la fin de phrase et le point final[comme ça].
- Les liens internes (vers d'autres articles de Wikipédia) sont à choisir avec parcimonie. Créez des liens vers des articles approfondissant le sujet. Les termes génériques sans rapport avec le sujet sont à éviter, ainsi que les répétitions de liens vers un même terme.
- Les liens externes sont à placer uniquement dans une section « Liens externes », à la fin de l'article. Ces liens sont à choisir avec parcimonie suivant les règles définies. Si un lien sert de source à l'article, son insertion dans le texte est à faire par les notes de bas de page.
- La présentation des références doit suivre les conventions bibliographiques. Il est recommandé d'utiliser les modèles {{Ouvrage}}, {{Chapitre}}, {{Article}}, {{Lien web}} et/ou {{Bibliographie}}. Le mode d'édition visuel peut mettre en forme automatiquement les références.
- Insérer une infobox (cadre d'informations à droite) n'est pas obligatoire pour parachever la mise en page.

Pour une aide détaillée, merci de consulter Aide:Wikification.
Si vous pensez que ces points ont été résolus, vous pouvez retirer ce bandeau et améliorer la mise en forme d'un autre article.
Sophie Lynnsha Jordier Martély, dite Lynnsha, née le 4 janvier 1979 en France et d'origine martiniquaise, est une chanteuse française de RnB.
Elle est principalement connue pour son tube Hommes... femmes en duo avec D.Dy (Top 2 en 2004), et pour sa participation au collectif Dis L'Heure 2 Zouk sur le tube Ma rivale (Top 3 en 2003).

## Biographie
Elle a aussi chanté en tandem avec de nombreux interprètes de hip-hop tels que Lord Kossity, Passi, Lady Laistee ou Admiral T. Elle commence dans la musique dès l'âge de cinq ans et devient choriste pour des chanteurs afro-caribéens et français.
En 2001, elle se fait remarquer par Lord Kossity, qui lui propose un featuring sur le titre Lova Girl.
En 2002, elle chante sur Diamant Noir, single extrait de l'opus Hip-Hop Thérapy de Lady Laistee. Elle enchaîne avec Trop De Peine, en duo avec Calbo du groupe Ärsenik, issu de la compilation Dis L'Heure 2 Rimes puis elle participe au titre Don Choa mitraille extrait du premier album solo Vapeurs toxiques du rappeur Don Choa
En 2003, elle interprète Mais Qui Est Là ? sur la compilation Première Classe Rnb dont est aussi inclus le titre Trop De Peine, en duo avec Calbo du groupe Ärsenik
. Dans un même temps, elle intervient sur le titre Love de Soundkail sur la bande originale du film Taxi 3 et collabore aux titres Stay With Me, Gadé Mwen, L'Anmitié Bell en featuring Sonia Derson et Ma Rivale en duo avec Sweety et Jacob Desvarieux, pour la compilation Dis L'Heure 2 Zouk. En parallèle, elle est invitée sur J'Attends Plus Rien de Princess Aniès, sur la compilation Don't Sleep 2 de DJ Djel & DJ Soon.
Passi la prend sous son aile et, par le biais d'ISSAP Productions, son label, produit son premier album éponyme Lynnsha, qui paraît le 8 juin 2004. L'opus génère trois singles : le 1er Rendez-Vous (Mobach), qui atteint la 44e place du classement single en France, le second Hommes...Femmes en duo avec D.Dy, qui obtient la 2de meilleure position des charts et S'Evader, qui n'obtient aucune place dans le classement des singles français. L'album contient Ma Rivale en duo avec Sweety et Jacob Desvarieux, single à succès de l'année 2003, extrait la compilation Dis L'Heure 2 Zouk et l'adaptation francophone du titre Dip It Low de Christina Milian auquel Lynnsha a participé.
En 2005, elle participe au single caritatif Et Puis La Terre… en tant que collectif A.S.I.E., est l'une des nombreuses interprètes du collectif caritatif Le Cœur Des Femmes et publie un mini-album de duos prénommé Tandem, contenant des featurings d'Anggun, K-Maro, D.dy, Elizio ou encore Gospel Family. Dans un même temps, elle est invitée avec Admiral T sur le titre Secret Lover de Wyclef Jean, extrait de la compilation Dis L'Heure 2 Ragga Dancehall.
Après quelques apparitions pour de nombreuses compilations et autres featurings, elle revient en mai 2008 avec l'opus Elle & Moi, comprenant les singles : Je Veux Que Tu Me Mentes, Comme Un Poison et Désolée. En parallèle, elle co-interprète le titre Okay de Mainy pour la compilation Caribbean Zouk de DJ Wilson. En fin de cette même année, elle est invitée à ré-enregistrer un ancien titre de Craig David : Walking  Away, en version duo et bilingue (franco-anglais), pour le Greatest Hits du chanteur.
En 2010, elle participe au single caritatif 1 Geste pour Haïti chérie.
Elle continue d'apparaitre sur plusieurs projets discographiques et en 2012, sort l'album prénommé Île & Moi, comprenant les singles Ne M'en Veux Pas,  Enlacés en featuring Kalash et Elle Prie, Elle Crie. Un peu plus tard, elle est invitée à co-interpréter le titre Le Bal Masqué avec Colonel Reyel, sur l'opus En Bonne Compagnie du groupe La Compagnie créole.
En 2013, le titre Enlacés en featuring Kalash, issu de son opus Île & Moi, est inclus dans la compilation L'Année Du zouk 2013. La même année, elle co-interprète Maldon, reprise du tube de Zouk Machine en compagnie de Louisy Joseph et de Fanny J, extrait la compilation à succès : Tropical Family et Femmes Fatales en duo avec Teeyah sur la compilation Femmes Fatales 4.  
Le 5 juillet 2014, elle publie le single Tonight Le Temps D'Un Rêve, annonciateur de son 5e album, après un an d'absence.
Elle a un fils avec Stomy Bugsy qui est né en octobre 2013.

## Discographie

### Singles / Clips / Collaborations
| ANNÉE | TITRE                                                     | ALBUM                             |
| ----- | --------------------------------------------------------- | --------------------------------- |
| 2002  | Trop de peine (Feat. Calbo)                               | /                                 |
| 2002  | Diamant noir (Feat. Lady Laistee)                         | Hip hop therapy (de Lady Laistee) |
| 2004  | Ma zik (Feat. Passi)                                      | /                                 |
| 2004  | Rendez-vous                                               | Lynnsha                           |
| 2004  | S'évader                                                  | Lynnsha                           |
| 2004  | Hommes femmes (Feat. D.Dy)                                | Lynnsha                           |
| 2004  | Ma rivale (Feat. Lady Sweety & Jacob Desvarieux)          | Lynnsha                           |
| 2004  | Je promets (Feat. Thiery Battery)                         | Elle & moi                        |
| 2008  | Je veux que tu me mentes                                  | Elle & moi                        |
| 2008  | Pa ni tan (Feat. Tina Ly)                                 | Couleurs du monde (de Tina Ly)    |
| 2010  | 1 Geste pour Haïti chérie                                 | /                                 |
| 2011  | Mamie (Feat. Meiway)                                      | /                                 |
| 2011  | In love with the music (Feat. Golden Crew & Brick & Lace) | /                                 |
| 2011  | Mon idéal (Feat. Nèg' Marrons)                            | Île & moi                         |
| 2011  | Ne m'en veux pas                                          | Île & moi                         |
| 2011  | Enlacés (Feat. Kalash)                                    | Île & moi                         |
| 2012  | Kobosana te (Feat. Fally Ipupa)                           | Île & moi                         |
| 2012  | Elle prie, elle crie                                      | Île & moi                         |
| 2012  | Siwo (Feat. Shydeeh)                                      | They like (de Shydeeh)            |
| 2013  | Love me (Feat. Dibi Dobo & JKK)                           | /                                 |
| 2013  | Maldon (Feat. Louisy Joseph & Fanny J)                    | Tropical Family                   |
| 2014  | Tonight le temps d'un rêve                                | /                                 |
| 2014  | Walking away (Feat. Craig David)                          | /                                 |
| 2014  | Femmes fatales 4 (Feat. Teeyah)                           | Femmes Fatales - Compile          |
| 2015  | Retiens-moi                                               | /                                 |
| 2016  | Lanmou a distans (Feat. Izolan)                           | Kite Izo baw love (de Izolan)     |
| 2016  | C'est dommage                                             | Over & Other                      |
| 2017  | An sèl chimen                                             | Over & Other                      |
| 2018  | Touch me                                                  | Over & Other                      |
| 2020  | Te désaimer                                               |                                   |

### Singles Caritatifs
- 2005 : Et puis la terre avec le collectif A.S.I.E.
- 2005 : Le Cœur Des Femmes (album)

## Filmographie
- 2006 : Mes copines : Elle-même
- 2007 : Baie des flamboyants : Elle-même (saison 1, épisode 67[24].)

## Autres
- 2013 : Sina Sur Son Nuage, sept chansons et sept histoires de la Caraïbe (livre + CD)

## Classements
- 2008 : Je veux que tu me mentes (single)

| Semaine  | « 13/07-19/07 »(Archive.org • Wikiwix • Archive.is • Google • Que faire ?) | « 20/07-26/07 »(Archive.org • Wikiwix • Archive.is • Google • Que faire ?) | « 27/07-02/08 »(Archive.org • Wikiwix • Archive.is • Google • Que faire ?) | « 03/08-09/08 »(Archive.org • Wikiwix • Archive.is • Google • Que faire ?) | « 10/08-16/08 »(Archive.org • Wikiwix • Archive.is • Google • Que faire ?) | « 17/08-23/08 »(Archive.org • Wikiwix • Archive.is • Google • Que faire ?) | « 24/08-30/08 »(Archive.org • Wikiwix • Archive.is • Google • Que faire ?) | « 01/09-07/09 »(Archive.org • Wikiwix • Archive.is • Google • Que faire ?) |
| Position | 19e (E) (entrée)                                                           | 18e (+1)                                                                   | 17e (+1)                                                                   | 18e (−1)                                                                   | 23e (−5)                                                                   | 24e (−1)                                                                   | 26e (−2)                                                                   | 25e (+1)                                                                   |